# Auriculariales
Auriculariales là một bộ nấm trong lớp Agaricomycetes.

## Môi trường sống và phân bố
Các loài trong bộ nấm này đều được coi là nấm hoại sinh, gây mục rữa trên các cây thân gỗ. Ta có thể tìm thấy nấm mọc trên các cây gỗ mục, mặc dù vẫn có một vài loài (trong chi Guepinia và Tremellodendropsis) thường mọc trên mặt đất.
Bộ nấm Auriculariales có phạm vi phân bố rộng rãi toàn cầu với 32 chi, tương ứng với khoảng 200 loài.

## Giá trị sử dụng
Trong số một vài loài loài nấm có thể ăn được, có hai loài Auricularia auricula-judae (nấm mèo) và A. cornea (mao mộc nhĩ) được gieo trồng đại trà tại Trung Quốc và khu vực Đông Nam Á.

## Hình ảnh

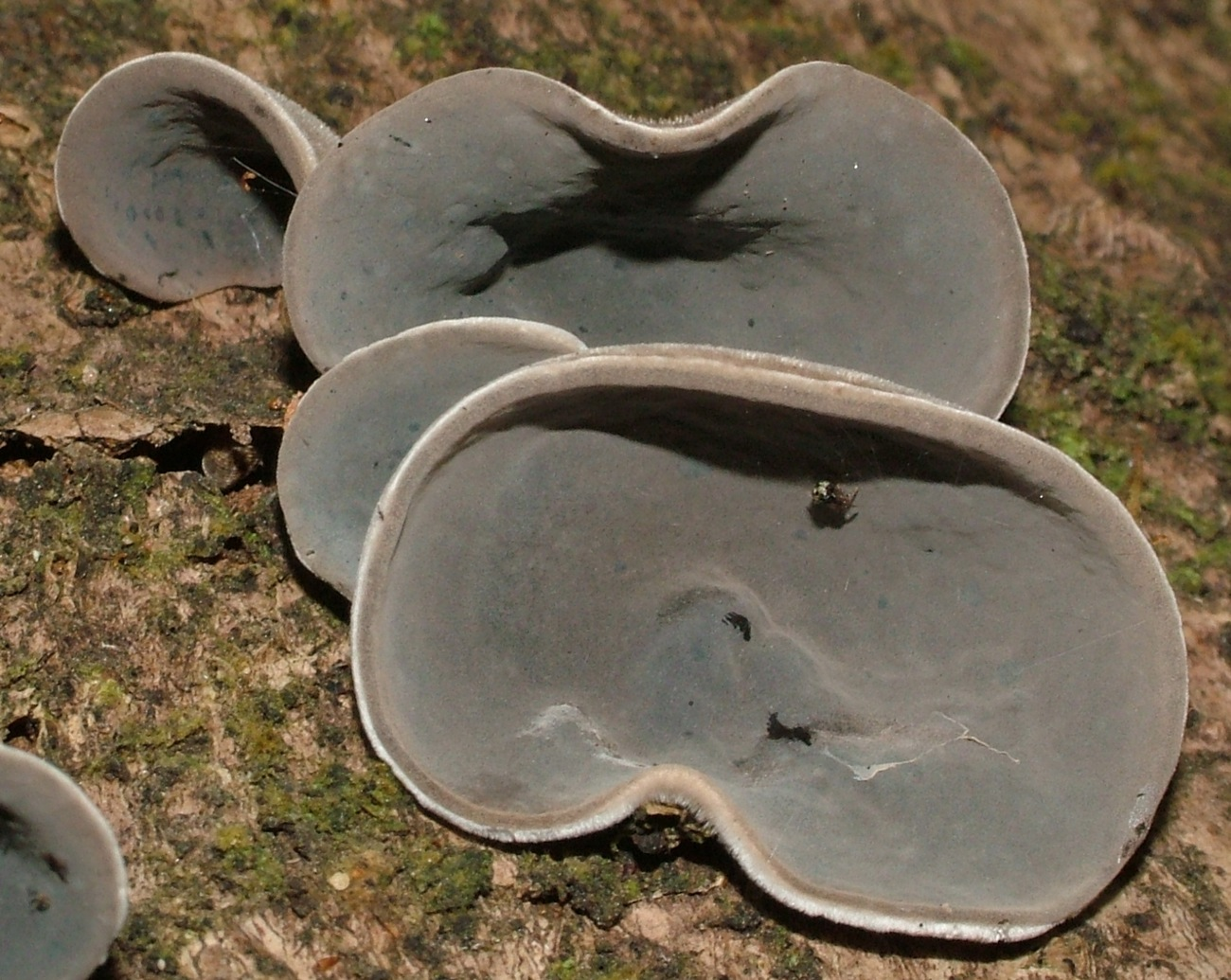
Auricularia cornea (Auriculariaceae)
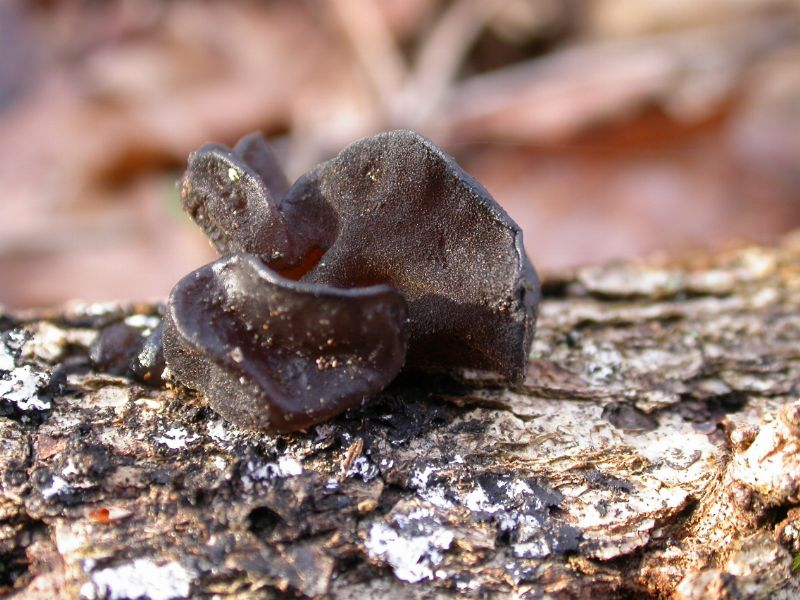
Exidia glandulosa (Auriculariaceae)
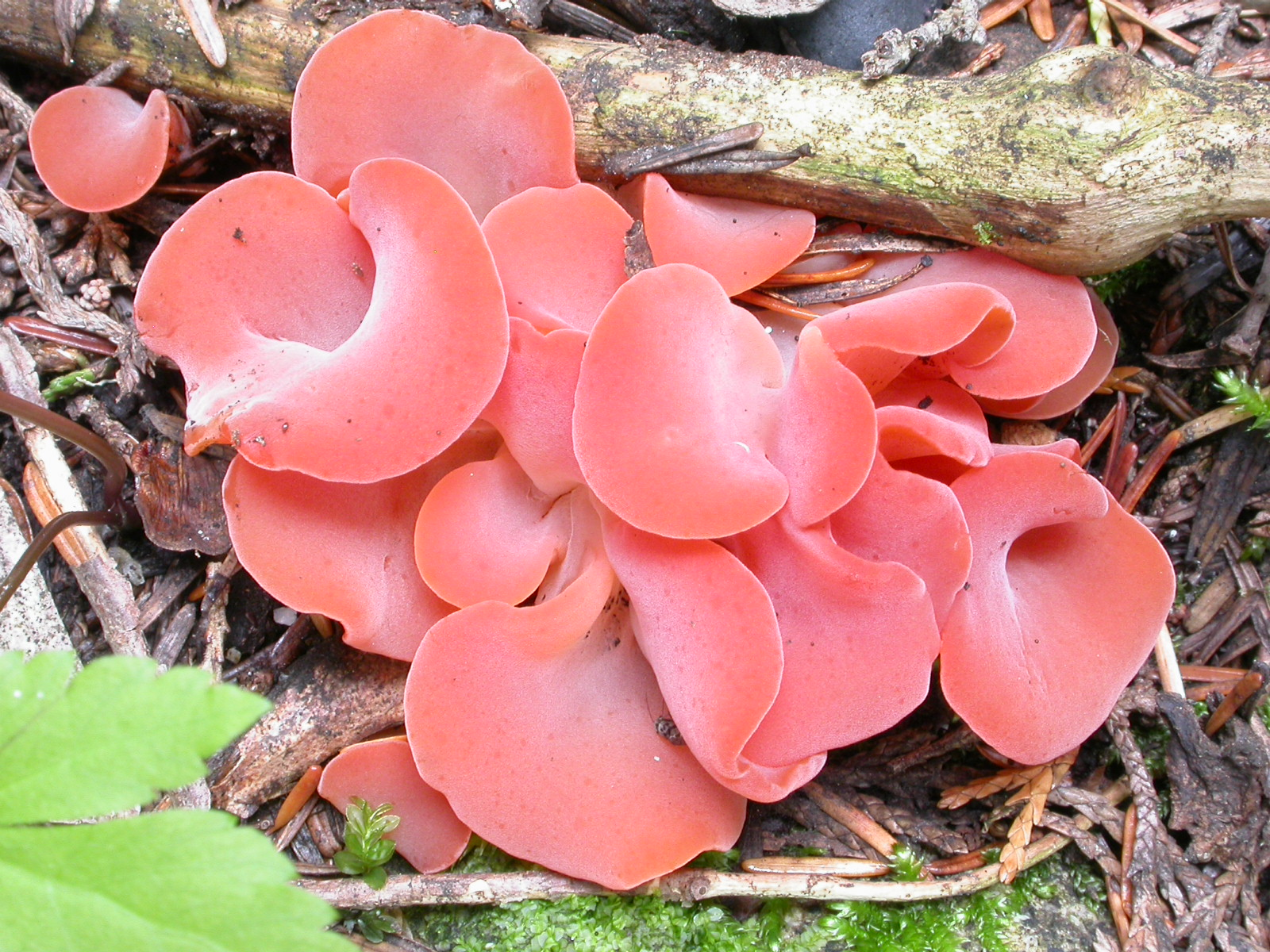
Guepinia helvelloides (incertae sedis)
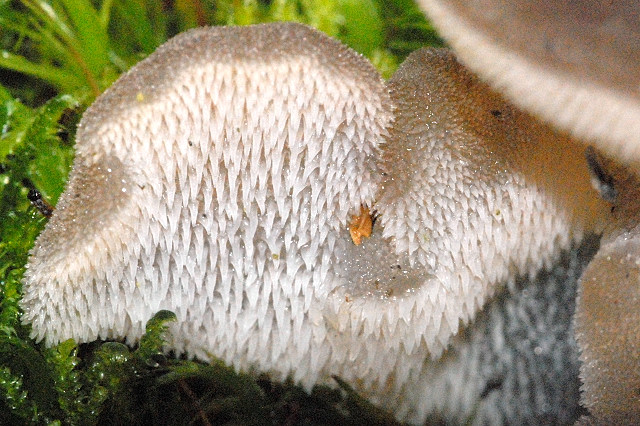
Pseudohydnum gelatinosum (incertae sedis)